# Bożezdarz
Bożezdarz (Bosze Zdarz, Bożedarz, Boże Zdarz) – polski herb szlachecki.

## Opis herbu
W polu błękitnym krzyż srebrny, na skraju ramion po jednej lilii czarnej. Nad hełmem w koronie taki sam krzyż na pięciu piórach pawich.

## Najwcześniejsze wzmianki
Herb nadany w Budzie w 1442 przez Władysława Warneńczyka Jerzemu Szwarcowi, mieszczaninowi i rajcy miasta Krakowa.

## Herbowni
Dmiszewicz, Szwarc, Wieczorek, Wieczorkowski, Cieszkowski, Kamiński, Rymkiewicz, Rynkiewicz.